# Maule (kommun)
Maule är en kommun i Chile.   Den ligger i provinsen Provincia de Talca och regionen Región del Maule, i den södra delen av landet, 250 km söder om huvudstaden Santiago de Chile.
Trakten runt Maule består till största delen av jordbruksmark. Runt Maule är det ganska tätbefolkat, med 78 invånare per kvadratkilometer.